# Serapion (Polchowski)
Serapion, prawdopodobne imię świeckie Honorat Polchowski herbu Junosza  (zm. w lutym 1704 w Pieczersku) – biskup prawosławny I Rzeczypospolitej.

## Życiorys

### Młodość i wczesna działalność
Pochodził z rodziny szlacheckiej z Pińszczyzny. Prawdopodobnie jego świeckie imię brzmiało Honorat. Przed wstąpieniem do stanu duchownego służył w wojsku królewskim, odznaczając się odwagą. Pierwsza wzmianka o Serapionie wymienia go już jako ihumena, przełożonego Markowskiego Monasteru Świętej Trójcy pod Witebskiem. Następnie był przełożonym monasteru św. Mikołaja w Hrozowie, a w 1678 otrzymał przywilej króla Jana III Sobieskiego umożliwiający mu objęcie godności przełożonego monasteru Przemienienia Pańskiego w Dziatłowiczach.

### Przełożony monasteru Trójcy Świętej w Słucku
W 1687 został archimandrytą i przełożonym monasteru Trójcy Świętej w Słucku. Uzyskanie tej godności, należącej do najwyższych urzędów w Kościele prawosławnym w Rzeczypospolitej, było możliwe dzięki rekomendacji ekonomów księżnej Ludwiki Karoliny Radziwiłł, patronki monasteru. Uznali oni ihumena Serapiona za osobę wierną prawosławiu, a przy tym skromną i o ugodowym charakterze. Przed otrzymaniem godności archimandryty ihumen Serapion zobowiązał się przed księżną Radziwiłł, że nie będzie zastawiał dóbr monasterskich, odzyska majątki klasztoru zagrabione bezprawnie, jak również, że nie będzie chciał łączyć urzędu archimandryty słuckiego z żadną inną godnością kościelną, tak jak czynili to poprzedni przełożeni wspólnoty. Godność archimandryty nadał ihumenowi Serapionowi metropolita kijowski Gedeon, który równocześnie ograniczył jego uprawnienia do nadzoru nad mnichami, nie zaś nad białym duchowieństwem, jak w przypadku poprzednich zwierzchników klasztoru. 
Pozycja Serapiona (Polchowskiego) jako archimandryty słuckiego była słabsza niż w przypadku jego poprzedników. Uzależniony od Radziwiłłów, patronów klasztoru, pod ich presją w 1690 zrzekł się spadku po księżnej Marii Radziwiłłowej, zapisanego na rzecz podległych mu monasterów, za co otrzymał jedynie 500 zł odszkodowania. Dzięki ugodowej postawie Radziwiłłowie zgodzili się, by archimandryta Serapion został także protopopem słuckim, zwierzchnikiem całego białego duchowieństwa działającego na terenie Słucka. Duchowny uzyskał także od Ludwiki Karoliny Radziwiłł przywileje potwierdzające wolność wyznania dla prawosławnych mieszkańców dóbr do niej należących i uporządkował sprawy własnościowe majątków monasterów w Słucku, pod Starczycami i w Hrozowie. 
12 stycznia 1690 archimandryta Serapion został wybrany na biskupa mścisławskiego, mohylewskiego i orszańskiego przez zjazd prawosławnego duchowieństwa i szlachty, spośród czterech kandydatów. Król Jan III Sobieski nie wydał mu jednak przywileju na biskupstwo. Mimo nacisków Rosji (wynikających z postanowień pokoju Grzymułtowskiego, co prawda nieratyfikowanego przez polski sejm) władca nie zmienił decyzji. W 1691 nowy metropolita kijowski Warłaam uczynił archimandrytę Serapiona swoim namiestnikiem w całym Wielkim Księstwie Litewskim, potwierdził także jego status biskupa-nominata mścisławskiego.

### Biskup białoruski
Serapion (Polchowski) otrzymał przywilej królewski na katedrę białoruską dopiero w 1697, od Augusta II Sasa pod wyraźną presją dyplomacji rosyjskiej; władze polskie dążyły bowiem do likwidacji eparchii mścisławskiej lub powierzenia jej biskupowi unickiemu. Sami mieszkańcy Mohylewa prosili posła rosyjskiego w Warszawie Aleksieja Nikitina o interwencję w tej sprawie. Zarówno hierarchia Kościoła unickiego, jak i senat negatywnie przyjęli nominację dla prawosławnego biskupa. Król stwierdził jednak, że nie naruszy warunków pokoju z Moskwą i nie przekaże unitom ostatniej eparchii prawosławnej w Rzeczypospolitej. 21 października 1697, jeszcze przed uzyskaniem na przywileju pieczęci kanclerza wielkiego litewskiego, biskup-elekt Serapion uroczyście wjechał do Słucka. Jego chirotonia biskupia odbyła się natomiast w ławrze Pieczerskiej 14 września 1698 z udziałem konsekratorów: metropolity kijowskiego Warłaama i arcybiskupa rostowskiego Dymitra. Pobyt hierarchy w Kijowie nie trwał długo; już po miesiącu był ponownie w Słucku. Objęcie przez niego katedry ponownie spotkało się z protestami episkopatu katolickiego, zwłaszcza nuncjusza papieskiego Giovanniego Davii i unickiego arcybiskupa połockiego Marcjana Michała Białłozora. Cofnięcia przywileju wydanego biskupowi Serafinowi domagał się w brewe papież Innocenty XII. Interwencja papieska sprawiła, że 9 sierpnia 1699 August II Sas ogłosił cofnięcie przywileju, twierdząc, że został on wymuszony, zaś prawowitym administratorem eparchii białoruskiej był unicki arcybiskup połocki. 
Reskrypt królewski nie miał skutków praktycznych; część autorów uważa przy tym, że dokument ten jest falsyfikatem. Jeszcze w tym samym roku, pod naciskiem rosyjskim, August II ponownie zmienił decyzję w sprawie eparchii białoruskiej. W grudniu 1699 biskup Serapion triumfalnie wjechał do Mohylewa, entuzjastycznie witany przez miejscową ludność prawosławną. Mimo trudności finansowych eparchii, wywołanych m.in. zniszczeniami wojennymi (pierwsza faza wojny północnej), biskup Serapion przyczynił się do rozbudowy i remontów wielu świątyń i klasztorów eparchii. Do 1700 biskup Serapion był równocześnie archimandrytą słuckim, jednak w wymienionym roku, z uwagi na mnogość obowiązków, przekazał tę godność Joazafowi (Łapickiemu). Działalność hierarchy przyczyniła się do stabilizacji życia religijnego w eparchii białoruskiej. Serapion (Polchowski) nie pogodził się przy tym z podporządkowaniem metropolii kijowskiej Patriarchatowi Moskiewskiemu, opowiadał się za zachowaniem jurysdykcji Patriarchatu Konstantynopolitańskiego.
W 1704 Serapion zmarł w swojej rezydencji w Pieczersku. Jego ciało w uroczystej procesji zostało przeniesione do Mohylewa. Pochówek odbył się dopiero po sześciu tygodniach od zgonu, ponieważ duchowieństwo i wierni mieli nadzieję, że będzie mógł mu przewodniczyć następca zmarłego na urzędzie. Król nie wydał jednak przywileju nowemu biskupowi białoruskiemu. Hierarcha został pochowany w monasterze Przemienienia Pańskiego w Mohylewie.